# K-d树

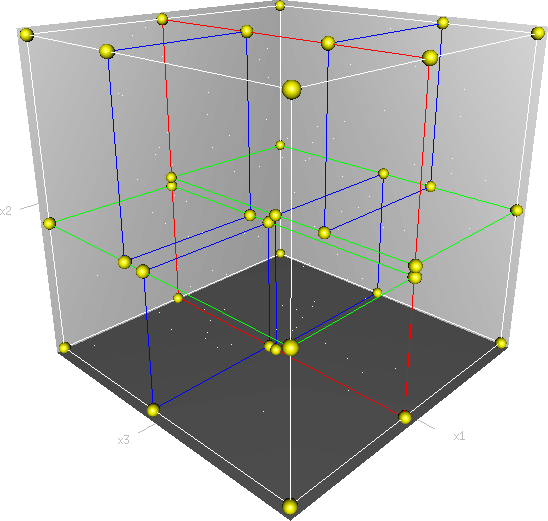
一个三维k-d树。第一次划分（红色）把根节点（白色）划分成两个节点，然后它们分别再次被划分（绿色）为两个子节点。最后这四个子节点的每一个都被划分（蓝色）为两个子节点。因为没有更进一步的划分，最后得到的八个节点称为叶子节点。

在计算机科学里，k-d树（k-维树的缩写）是在k维欧几里德空间组织点的数据结构。k-d树可以使用在多种应用场合，如多维键值搜索（例：范围搜寻及最邻近搜索）。k-d树是空间二分树的一种特殊情况。

## 简介
k-d树是每个叶子节点都为k维点的二叉树。所有非叶子节点可以视作用一个超平面把空间分割成两个半空间。节点左边的子树代表在超平面左边的点，节点右边的子树代表在超平面右边的点。选择超平面的方法如下：每个节点都与k维中垂直于超平面的那一维有关。因此，如果选择按照x轴划分，所有x值小于指定值的节点都会出现在左子树，所有x值大于指定值的节点都会出现在右子树。这样，超平面可以用该x值来确定，其法線为x轴的单位向量。

## k-d树的运算

### 建立k-d树
有很多种方法可以选择轴垂直分割面（axis-aligned splitting planes），所以有很多种建立k-d树的方法。
最典型的方法如下：
- 随着树的深度轮流选择轴当作分割面。（例如：在三维空间中根节点是 x 轴垂直分割面，其子节点皆为 y 轴垂直分割面，其孙节点皆为 z 轴垂直分割面，其曾孙节点则皆为 x 轴垂直分割面，依此类推。）
- 点由垂直分割面之軸座標的中位数区分并放入子树

這個方法產生一個平衡的k-d樹。每個葉節點的高度都十分接近。然而，平衡的樹不一定對每個應用都是最佳的。
```
function
 kdtree (
list of points
 pointList, 
int
 depth)
{
    
// Select axis based on depth so that axis cycles through all valid values

    
var
 
int
 axis := depth 
mod
 k;
        
    
// Sort point list and choose median as pivot element

    
select
 median 
by
 axis 
from
 pointList;
        
    
// Create node and construct subtrees

    
var
 
tree_node
 node;
    node.location := median;
    node.leftChild := kdtree(points 
in
 pointList 
before
 median, depth+1);
    node.rightChild := kdtree(points 
in
 pointList 
after
 median, depth+1);
    
return
 node;
}
```

### 平衡
在动态插入删除点且不允许预处理插入操作的情况下，一种平衡的方法是使用类似替罪羊树的方法重构整棵树。

### 最鄰近搜索
最鄰近搜索用來找出在樹中與輸入點最接近的點。
k-d樹最鄰近搜索的過程如下：
1. 從根節點開始，遞迴的往下移。往左還是往右的決定方法與插入元素的方法一樣(如果输入点在分区面的左邊則進入左子節點，在右邊則進入右子節點)。
2. 一旦移動到葉節點，將該節點當作"目前最佳點"。
3. 解開遞迴，並對每個經過的節點執行下列步驟：
  1. 如果目前所在點比目前最佳點更靠近輸入點，則將其變為目前最佳點。
  2. 檢查另一邊子樹有沒有更近的點，如果有則從該節點往下找
4. 當根節點搜尋完畢後完成最鄰近搜尋

### 处理高维数据
维数灾难让大部分的搜索算法在高维情况下都显得花俏且不实用。 同样的，在高维空间中，k-d树也不能做很高效的最邻近搜索。一般的准则是：在k维情况下，数据点数目N应当远远大于{\displaystyle 2^{k}}时，k-d树的最邻近搜索才可以很好的发挥其作用。不然的话，大部分的点都会被查询，最终算法效率也不会比全体查询一遍要好到哪里去。另外，如果只是需要一个足够快，且不必最优的结果，那么可以考虑使用近似邻近查询的方法。